# 삼상신

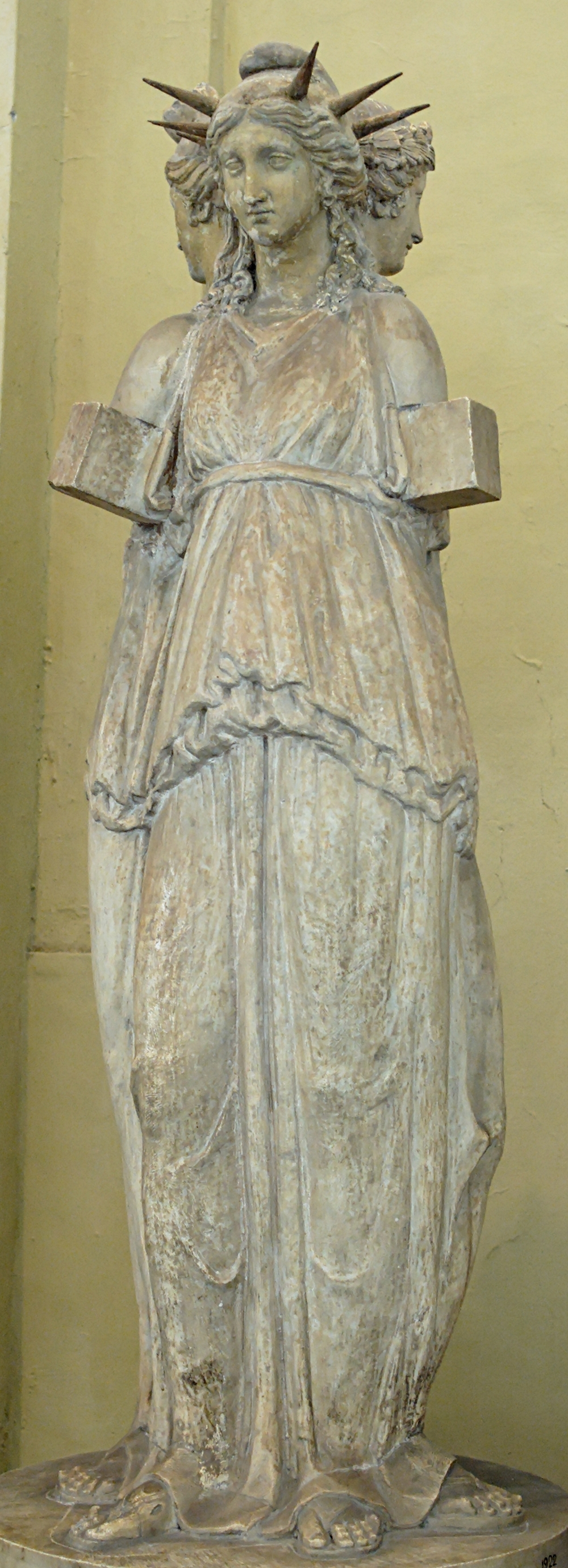
세 방향으로 몸과 머리가 있는 그리스 여신 헤카테.

삼상신(三相神, triple deity)이란 전세계의 신화에서 널리 발견되는 개념으로, 신들이 숫자 3과 연관되거나 또는 세 명의 신이 모여서 하나의 집단을 형성한 것을 일컫는다. 카를 융은 삼상신을 종교사의 원형이라고 생각했다.
종교 도상학 또는 신화 예술에서, 세 명의 별개의 존재가 항상 하나의 삼신조(triad)를 이루면서 나타나거나(그리스 신화의 모이라이, 카리테스, 에리니에스; 노르드 신화의 노르니르; 아일랜드 신화의 모리안) 하나의 신이 세 가지 측면을 가지고 있는 일(그리스 신화의 헤카테, 디아나 네모렌시스)은 매우 흔하다. 아일랜드의 브리이드 여신은 둘 중 어느 경우인지 다소 애매한데, 브리이드라는 이름의 한 명의 여신이 있는 것인지 또는 세 자매의 이름이 모두 브리이드인지 확실하지 않다. 모리안 역시 세 명의 자매 여신이 이루는 삼인조의 명칭이 모리안이라고도 하고 모리안이라는 여신이 다른 두 자매와 함께 삼인조의 구성원이라고도 한다. 전쟁여신인 모리안 세 자매에 대응하는 풍요여신 에리우, 포들라, 반바 세 자매 역시 마찬가지이다.

## 삼상신 목록
| 그리스                     | 그리스                           | 그리스                           | 그리스                                | 그리스 | 그리스 |
| -------------------------- | -------------------------------- | -------------------------------- | ------------------------------------- | ------ | ------ |
| 대지모신                   | 헤베(딸)                         | 헤라(어머니)                     | 헤카테(할머니)                        |        |        |
| 대지모신                   | 코레(딸)                         | 데메테르(어머니)                 | 헤카테(할머니)                        |        |        |
| 달의 여신                  | 아르테미스(딸)                   | 셀레네(어머니)                   | 헤카테(할머니)                        |        |        |
| 헤라                       | 파이스(딸)                       | 텔레이아(아내)                   | 케라(과부)                            |        |        |
| 헤카테                     | 셀레네(천상의 달)                | 아르테미스(지상의 여사냥꾼)      | 페르세포네(지하의 파괴자)             |        |        |
| 아프로디테                 | 아프로디테 우라니아(하늘)        | 아프로디테 폰티아(바다)          | 아프로디테 판데모스(인간)             |        |        |
| 모이라이                   | 클로토(실을 잣는)                | 라케시스(할당하는)               | 아트로포스(가차없는)                  |        |        |
| 카리테스                   | 아글라에아(찬란)                 | 에우프로시네 (유쾌)              | 탈리아(발랄)                          |        |        |
| 카리테스                   | 파시테아(환각)                   | 칼레 (우미)                      | 에우프로시네 (유쾌)                   |        |        |
| 에리니에스                 | 알렉토(길들일 수 없는)           | 메가에라(마지못해 하는)          | 티시포네(복수심에 불타는)             |        |        |
| 하르피이아                 | 아일로(폭풍)                     | 오키페테(날개)                   | 켈라에노(어둠)                        |        |        |
| 호라이                     | 탈로(꽃)                         | 아욱소(성장)                     | 카르포(열매)                          |        |        |
| 호라이                     | 에우노미아(질서)                 | 디케(정의)                       | 에이레네(평화)                        |        |        |
| 호라이                     | 페루사(물질)                     | 에우포리에(풍부)                 | 오르토시에(번창)                      |        |        |
| 고르곤                     | 스테노(단호한)                   | 에우리알레(멀리 돌아다니는)      | 메두사(수호자)                        |        |        |
| 그라이아이                 | 데이노(흉측)                     | 에니오(공포)                     | 펨프레도(경악)                        |        |        |
| 티리아이                   | 멜라이나(검은)                   | 클레오도라(선물)                 | 다프니스(월계관)                      |        |        |
| 무사                       | 아오이데(노래)                   | 멜레테(관습)                     | 므네메(기억)                          |        |        |
| 세이렌                     | 파르테노페(처녀의 목소리)        | 리게이아(선명한 목소리)          | 레우코시아(백색질)                    |        |        |
| 헬리아데스                 | 아이기알레(어슴푸레한 빛)        | 아이글레(밝은 빛)                | 아이테리아(청명한 하늘)               |        |        |
| 헬리아데스                 | 람페티아(빛나는)                 | 파이투사(광휘)                   | 포이베(밝은)                          |        |        |
| 헤스페리데스               | 아이글레(밝은 빛)                | 에리테이아(붉은 것)              | 헤스페레투사(일몰의 빛)               |        |        |
| 님파이 히페르보레이오이    | 헤카에르게(눈에 띄는)            | 록소(비스듬한)                   | 오우피스(목격)                        |        |        |
| 오에노트로파에             | 스페르모(곡식)                   | 오이노(포도주)                   | 엘라이스(기름)                        |        |        |
| 올림픽 삼신                | 제우스(주신)                     | 아테나(지혜)                     | 아폴론(문화)                          |        |        |
| 델로스의 주신              | 레토(어머니)                     | 아르테미스(딸)                   | 아폴론(아들)                          |        |        |
| 델로스의 주신              | 아테나                           | 제우스                           | 헤라                                  |        |        |
| 데미우르고스               | 제우스(하늘)                     | 포세이돈(바다)                   | 하데스(지하)                          |        |        |
| 데미우르고스               | 헬리오스(천상의 태양)            | 아폴론(지상의 태양)              | 디오니소스(지하의 태양)               |        |        |
| 엘레시우스 밀교            | 페르세포네(딸)                   | 데메테르(어머니)                 | 트립톨레모스                          |        |        |
| 노르드                     |                                  |                                  |                                       |        |        |
| 최고남신                   | 오딘                             | 빌리                             | 베이                                  |        |        |
| 최고남신                   | 오딘(권력자)                     | 토르(전사)                       | 프레이(풍요)                          |        |        |
| 노르니르                   | 우르드(과거)                     | 베르단디(현재)                   | 스쿨드(미래)                          |        |        |
| 최고여신                   | 프레이야                         | 프리그                           | 스카디                                |        |        |
| 로마                       |                                  |                                  |                                       |        |        |
| 카피톨리움의 삼신          | 유피테르(아버지)                 | 유노(어머니)                     | 미네르바(딸)                          |        |        |
| 아벤티노의 삼신            | 케레스                           | 리베르파테르                     | 리베라                                |        |        |
| 달의 여신                  | 천상의 루나                      | 지상의 디아나                    | 지하의 프로세르피나                   |        |        |
| 달의 여신                  | 포이베(월광)                     | 디아나(순결)                     | 헤카테 또는 프로세르피나(주술)        |        |        |
| 최고여신                   | 유벤타스(딸)                     | 유노(어머니)                     | 미네르바(지혜)                        |        |        |
| 파르카에                   | 노나(물레)                       | 데키마(길쌈)                     | 모르타(절단)                          |        |        |
| 슬라브                     |                                  |                                  |                                       |        |        |
| 트리글라브                 | 스바로그                         | 페룬                             | 다이보그                              |        |        |
| 트리글라브                 | 스바로그                         | 페룬                             | 스베토비드                            |        |        |
| 트리글라브                 | 스바로그                         | 페룬                             | 벨레스                                |        |        |
| 프루센의 삼신              | 페르쿠나스(하늘)                 | 파트림파스(땅)                   | 피쿠올리스(죽음)                      |        |        |
| 아랍-나바테아              |                                  |                                  |                                       |        |        |
| -                          | 알라트                           | 알우자                           | 마나트                                |        |        |
| 우랄                       |                                  |                                  |                                       |        |        |
| 랩란드의 수호신            | 난로의 사흐라흐카(여아의 수호신) | 뒷문의 유크사흐카(남아의 수호신) | 앞문의 아크사흐카(모든 아이의 수호신) |        |        |
| 이집트-메소포타미아-가나안 |                                  |                                  |                                       |        |        |
| 삼여신석                   | 케테슈                           | 아스타르테                       | 아나트                                |        |        |
| 사자머리 여신              | 하토르 또는 마프데트             | 바스테트                         | 세크메트                              |        |        |
| 대지모신                   | 하토르(탄생)                     | 네프티스(죽음)                   | 이시스(재생)                          |        |        |
|                            | 오시리스(아버지)                 | 이시스(어머니)                   | 호루스(아들)                          |        |        |
| 테베의 삼신                | 아문                             | 무트                             | 콘수                                  |        |        |
| 멤피스의 삼신              | 프타                             | 세크메트                         | 네페르템                              |        |        |
| 엘레판티네의 삼신          | 크눔(나일강의 수원)              | 사테트(나일강의 범람)            | 아누케트(나일강 자체)                 |        |        |
| 태양신 라                  | 케프리(일출)                     | 라-호라크티(낮)                  | 아툼(일몰)                            |        |        |
|                            | 이난나                           | 이슈타르                         | 아스타르테                            |        |        |
| 인도                       |                                  |                                  |                                       |        |        |
| 트리무르티(삼주신)         | 브라흐마(창조)                   | 비슈누(유지)                     | 시바(파괴)                            |        |        |
| 트리데비(삼여신)           | 사라스바티(지식)                 | 락슈미(재산)                     | 파르바티(권력)                        |        |        |
| 데비 샤크티                | 파르바티(창조)                   | 두르가(보호)                     | 칼리(파괴)                            |        |        |
| 켈트                       |                                  |                                  |                                       |        |        |
| 라인란트, 다뉴브의 삼주신  | 타라니스                         | 에수스                           | 투타티스                              |        |        |
| 에린의 대지모신            | 에리우                           | 포들라                           | 반바                                  |        |        |
| 에린의 전쟁여신            | 버이브                           | 마하                             | 모리안                                |        |        |

## 같이 보기
- 빨래하는 여인들
- 루 라바다
- 삼기능 가설
- 트리톤 (신화)
- 삼신론